# Halowe Mistrzostwa Świata w Lekkoatletyce 2001 – bieg na 3000 m kobiet
Bieg na 3000 m kobiet – jedna z konkurencji rozgrywanych podczas halowych mistrzostw świata w lekkoatletyce w 2001. Eliminacje odbyły się 9 marca, a finał został rozegrany 10 marca.
Do eliminacji zgłoszonych zostało 19 zawodniczek z 13 państw.
Zawody w tej konkurencji wygrała reprezentantka Rosji Olga Jegorowa. Drugą pozycję zajęła zawodniczka z Rumunii Gabriela Szabó, trzecią zaś reprezentująca kraj triumfatorki Jelena Zadorożna.

## Wyniki

### Eliminacje
Źródło: 
Bieg 1
| Miejsce | Zawodniczka      | Państwo                       | Wynik    | Uwagi |
| ------- | ---------------- | ----------------------------- | -------- | ----- |
| 1.      | Jelena Zadorożna | Rosja                         | 9:01,04  |       |
| 2.      | Benita Willis    | Australia                     | 9:01,55  |       |
| 3.      | Marta Domínguez  | Hiszpania                     | 9:01,62  |       |
| 4.      | Dong Yanmei      | Chiny                         | 9:02,09  |       |
| 5.      | Hayley Tullett   | Wielka Brytania               | 9:02,23  |       |
| 6.      | Cheri Kenah      | Stany Zjednoczone             | 9:02,24  |       |
| 7.      | Elena Iagăr      | Rumunia                       | 9:08,46  |       |
| 8.      | Sónia Lopes      | Republika Zielonego Przylądka | 11:37,38 |       |
| –       | Marina Bastos    | Portugalia                    | DNF      |       |

Bieg 2
| Miejsce | Zawodniczka           | Państwo           | Wynik   | Uwagi |
| ------- | --------------------- | ----------------- | ------- | ----- |
| 1.      | Sonia O'Sullivan      | Irlandia          | 8:55,79 |       |
| 2.      | Gabriela Szabó        | Rumunia           | 8:55,84 |       |
| 3.      | Olga Jegorowa         | Rosja             | 8:55,97 |       |
| 4.      | Regina Jacobs         | Stany Zjednoczone | 8:56,92 |       |
| 5.      | Asma al- Ghazawi      | Maroko            | 8:56,97 |       |
| 6.      | Kathy Butler          | Wielka Brytania   | 8:58,60 |       |
| 7.      | Werknesh Kidane       | Etiopia           | 8:59,42 |       |
| 8.      | María Cristina Petite | Hiszpania         | 9:06,49 |       |
| 9.      | Li Ji                 | Chiny             | 9:06,78 |       |
| 10.     | Chrisostomia Jakowu   | Grecja            | 9:12,15 |       |

### Finał
Źródło: 
| Miejsce | Zawodniczka      | Państwo           | Wynik   | Uwagi |
| ------- | ---------------- | ----------------- | ------- | ----- |
| 01 !    | Olga Jegorowa    | Rosja             | 8:37,48 | NR    |
| 02 !    | Gabriela Szabó   | Rumunia           | 8:39,65 |       |
| 03 !    | Jelena Zadorożna | Rosja             | 8:40,15 | PB    |
| 4.      | Marta Domínguez  | Hiszpania         | 8:40,98 | NR    |
| 5.      | Dong Yanmei      | Chiny             | 8:41,34 | AR    |
| 6.      | Benita Willis    | Australia         | 8:42,75 | AR    |
| 7.      | Sonia O'Sullivan | Irlandia          | 8:44,37 | NR    |
| 8.      | Hayley Tullett   | Wielka Brytania   | 8:45,36 | PB    |
| 9.      | Werknesh Kidane  | Etiopia           | 8:46,58 |       |
| 10.     | Asma al-Ghazawi  | Maroko            | 8:47,60 |       |
| 11.     | Kathy Butler     | Wielka Brytania   | 9:04,81 |       |
| 12.     | Regina Jacobs    | Stany Zjednoczone | 9:05,33 |       |